# San Sebastian (district)
San Sebastian is een van de acht districten van de provincie Cusco in Peru; het district heeft 115.000 inwoners (2015).

## Bestuurlijke indeling
Het district is een onderdeel van de provincie Cuzco in de gelijknamige regio van Peru en maakt deel uit van de stad Cuzco.
Districten: Ccorca · Cusco · Poroy · San Jerónimo · San Sebastian · Santiago · Saylla · Wanchaq